# Sadıkali
Sadıkali (türkisch für treuer Ali) ist eine Ortschaft (Köy) im Landkreis Karaisalı der türkischen Provinz Adana mit 200 Einwohnern (Stand: Ende 2024). Im Jahr 2011 hatte der Ort Sadıkali 134 Einwohner.